# Micrathena coca
Micrathena coca là một loài nhện trong họ Araneidae.
Loài này thuộc chi Micrathena. Micrathena coca được Herbert Walter Levi miêu tả năm 1985.